# 聖格雷戈里奧德波蘭科
32°37′N 55°50′W / 32.617°N 55.833°W
聖格雷戈里奧德波蘭科（西班牙語：San Gregorio de Polanco），是烏拉圭的城鎮，位於該國中北部，處於塔夸倫博以南約140公里，由塔夸倫博省負責管轄，始建於1853年11月27日，2011年人口3,415。